# Габозеро (озеро, Мурманская область)
Габозеро — пресноводное озеро на территории городского поселения Зеленоборского Кандалакшского района Мурманской области.

## Общие сведения
Площадь озера — 8,4 км², площадь водосборного бассейна — 82,5 км². Располагается на высоте 43,0 метров над уровнем моря.
Форма озера лопастная, продолговатая: оно более чем на восемь километров вытянуто с запада на восток. Берега изрезанные, каменисто-песчаные, преимущественно возвышенные, местами заболоченные.
Через Габозеро течёт река, вытекающая из Верхнего Нигрозера, протекающая ниже по течению через озеро Лариново и впадающая в озеро Лопское, через которое протекает река Лопская. Лопская впадает в озеро Пажма, являющееся частью Ковдозера. Через последнее протекает река Ковда, впадающая, в свою очередь, в Белое море.
В озере расположено более двух десятков безымянных островов различной площади, рассредоточенных по всей площади водоёма, однако их количество может варьироваться в зависимости от уровня воды.
К западу от озера проходит лесная дорога.
Населённые пункты вблизи водоёма отсутствуют.
Код объекта в государственном водном реестре — 02020000611102000001808.